# 서울성동경찰서
서울성동경찰서(서울城東警察署, Seoul Seongdong Police Station)는 서울특별시경찰청이 관할하는 경찰서 중 하나이다. 서울특별시 성동구 왕십리광장로 9 (행당동)에 위치하고 있다.
서장은 총경으로 보한다.

## 조직
| - 112종합상황실 - 청문감사관 - 경무과 - 생활안전과 | - 여성청소년과 - 수사과 - 형사과 | - 교통과 - 경비과 - 정보보안과 |

## 관할 파출소 및 지구대
서울성동경찰서는 3개 지구대와 6개 파출소를 산하에 두고 있다.
| 명칭         | 사진 | 주소                       | 관할구역                         |
| ------------ | ---- | -------------------------- | -------------------------------- |
| 한양지구대   |      | 사근동길 5 (행당동)        | 사근동, 행당동 일부, 마장동 일부 |
| 성수지구대   |      | 광나루로2길 35 (성수동2가) | 성수2가3동, 성수1가2동, 송정동   |
| 뚝섬치안센터 |      | 왕십리로5길 5              | 성수1가2동                       |
| 서울숲지구대 |      | 성덕정길 77-2 (성수동2가)  | 성수2가1동, 성수1가1동           |
| 왕십리파출소 |      | 마장로 205 (홍익동)        | 왕십리도선동, 마장동 일부        |
| 행당파출소   |      | 행당로 89 (행당동)         | 왕십리2동, 행당동 일부           |
| 금호파출소   |      | 금호로11길 2-1 (금호동2가) | 금호2·3가동                      |
| 응봉파출소   |      | 독서당로 373 (응봉동)      | 응봉동, 금호1가동                |
| 옥수파출소   |      | 독서당로 211 (옥수동)      | 옥수동, 금호4가동                |
| 용답파출소   |      | 용답중앙길 49 (용답동)     | 용답동                           |

## 같이 보기
- 서울특별시지방경찰청